# Nettokrati

I nettokrati-systemet har varje valberättigad en plus- och en minusröst.

Nettokrati är ett svenskt nyord (invalt i Språkrådets nyordslista 2014) som syftar på ett föreslaget valsystem där alla röstberättigade har två röster: en för- och en emotröst. För att ett parti i detta valsystem ska komma in i riksdagen ska partiet nå upp till den avsatta procentspärren när rösterna för har räknats, men också ha ett positivt nettoresultat när motrösterna ställts emot rösterna för.
I augusti 2014 gjordes en enkätundersökning av Novus med nettokrati som utgångspunkt. Sverigedemokraterna och Feministiskt initiativ hade enligt undersökningen inte klarat sig i en nettokrati vid detta tillfälle. Enligt Henrik Oscarsson, professor i statsvetenskap, skulle en nettokrati innebära att små partier skulle ha svårt att etablera sig, och att nettokratin skulle hämma partisystemets utveckling.